# شعب الصلبة (ردفان)

تعديل مصدري - تعديل

شعب الصلبة هي إحدى قرى عزلة الحبيلين بمديرية ردفان التابعة لمحافظة لحج، بلغ تعداد سكانها 27 نسمة حسب تعداد اليمن لعام 2004.